# 后三头同盟

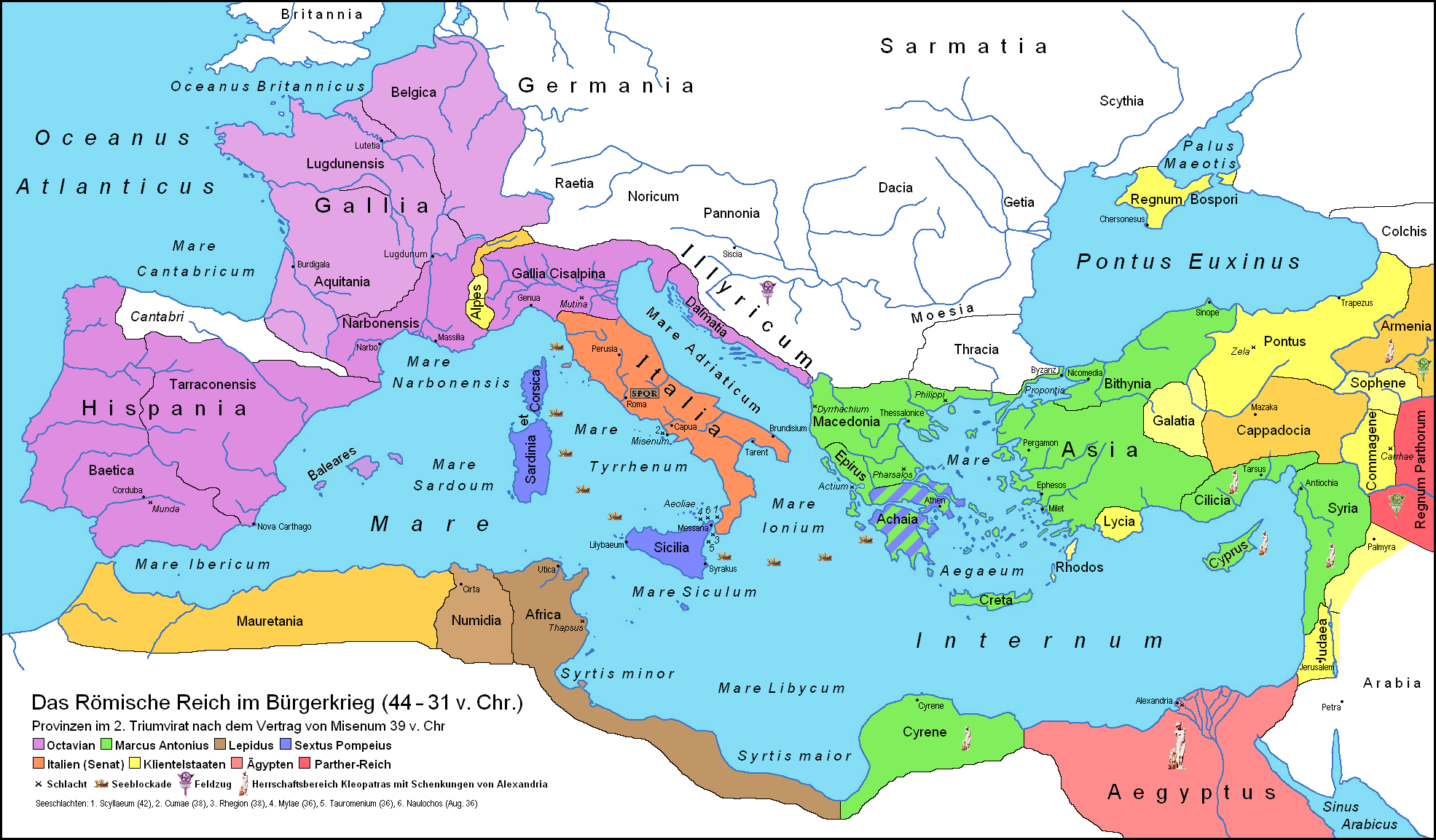
後三頭在羅馬共和國的勢力範圍
安东尼
雷必达
屋大维
後三頭同盟共治
羅馬的附屬國
托勒密埃及

| 安东尼 雷必达 屋大维 後三頭同盟共治 羅馬的附屬國 托勒密埃及 |

後三頭同盟是歷史學家給予羅馬共和國三位軍政強人屋大维、安东尼和雷必达组成的官方政治同盟的名稱，是公元前43年至前30年實際統治羅馬共和國的政治同盟。大多數的歷史學家稱這三人組盟為“後三雄”，與凱撒、克拉蘇和庞培所組的“前三雄”分別。
這同盟成立於公元前43年11月27日，維持至公元前30年。前43年“提多律法”在共和國元老院獲認可取得壓倒性優勢，律法創造了一個正式的法律框架，賦予後三頭幾乎絕對的權力，他們的統治大權高於其他地方官員，包括执政官。